# František Maxmilián Jan Podstatský-Thonsern
František Maxmilián Jan Podstatský svobodný pán z Prusinovic a Thonsernu (28. června 1732, Velké Těšany – 26. května 1787, Litenčice) byl moravský šlechtic a voják z rodu Podstatských z Prusinovic. Po svém bezdětném strýci Františkovi Josefovi svobodném pánovi z Thonsernu (1698–1778) převzal v roce 1778 majetek a o rok později také erb a rodové jméno, čímž položil základy rodu svobodných pánů Podstatských-Thonsern.

## Život

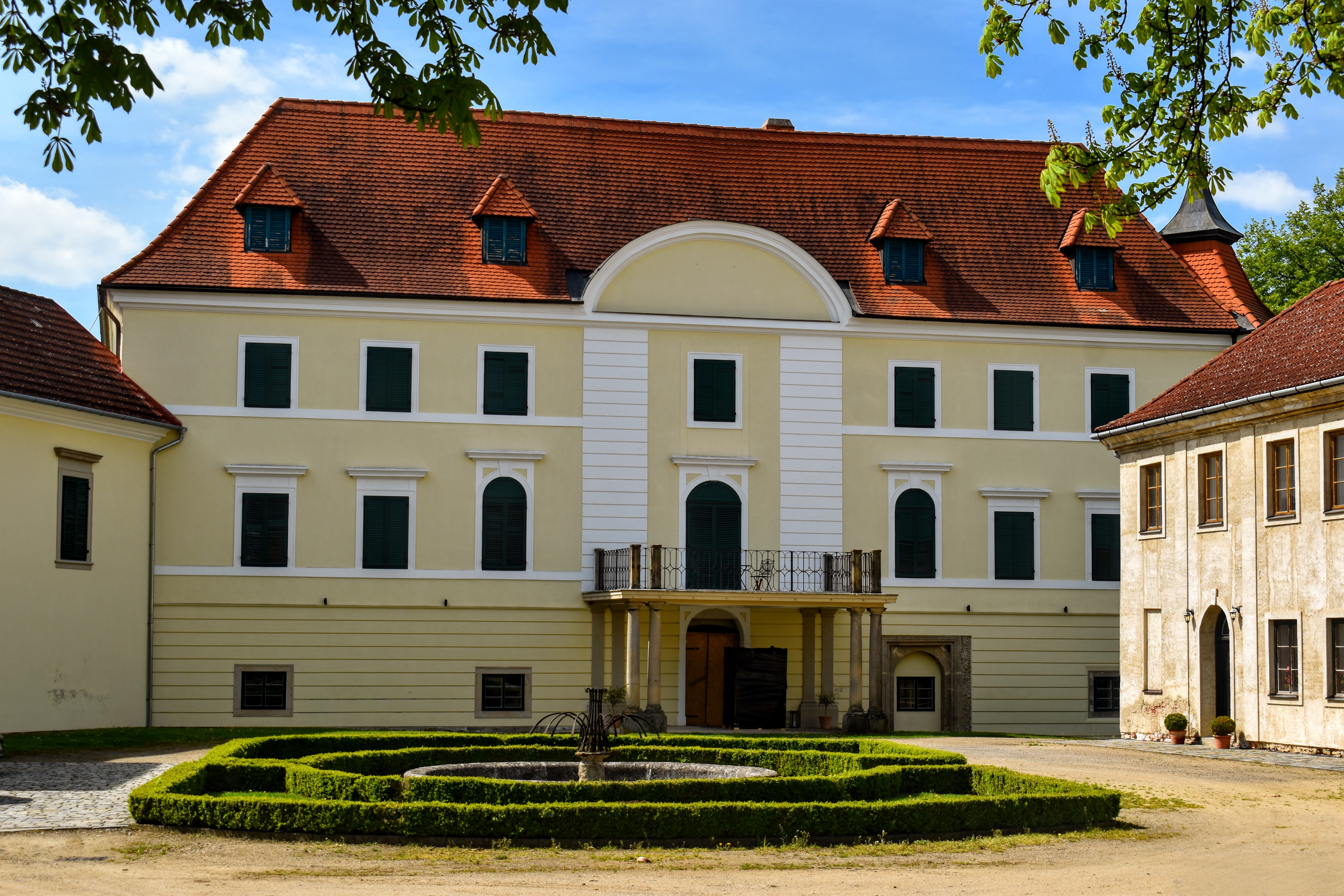
Zámek Litenčice (okr. Kroměříž)

Narodil se jako jediný potomek nezámožného Karla Evžena Maxmiliána rytíře Podstatského z Prusinovic († 1736), sídlícího na hospodářském dvoře ve Velkých Těšanech u Kroměříže, a jeho manželky Anny Marie Terezie, pocházející z původem španělského šlechtického rodu de Ordoñez. Po otcově smrti v roce 1736 byl vychováván matkou a jejím novým manželem, jímž se stal Karel Adam svobodný pán Kaschnitz z Weinbergu, držitel biskupských lenních statků Jiříkovice a Šlapanice na Brněnsku. Kariérně se uplatnil během slezských válek v císařské armádě, kde čtrnáct let sloužil coby prostý vojín a poté pět let jako nadporučík. Poslední vůlí svého kmotra a strýce Františka Josefa z Thonsernu, datovanou rokem 1777, byl jmenován jeho univerzálním dědicem s podmínkou, že přijme erb a jméno rodu Thonsernů, jehož byl bezdětný František Josef posledním žijícím příslušníkem. Po strýcově smrti v roce 1778 tak zdědil panství Litenčice a Chvalnov poblíž Kroměříže, kde se po odchodu z armády trvale usadil a svou pozornost zaměřil na jejich hospodářský rozvoj, soustředící se převážně na zintenzivnění chovu ovcí; jeho choť Marie Anna Bojakovská z Knurova převzala  po svém otci v roce 1784 panství Hrádek u Slavičína, k němuž náležely také přilehlé vsi Mladotice (dnes součást Slavičína) a Rokytnice. Dne 9. listopadu 1779 byl Marií Terezií povýšen do stavu svobodných pánů s právem sloučit erb a jméno Podstatských z Prusinovic s erbem a jménem vymřelých Thonsernů. Císařský diplom byl nicméně kvůli administrativním komplikacím vystaven až Františkem II. v roce 1804.
Zemřel 26. května 1787 na zámku v Litenčicích. Rodový majetek přešel na jeho jediného syna Viléma Františka Podstatského-Thonserna (1781–1833), který však nebyl v době otcova úmrtí plnoletý a o zděděná panství tak až do roku 1803 pečovala poručnická správa, vedená vdovou Marií Annou Bojakovskou z Knurova.

### Rodina
Oženil se 4. listopadu 1778 se šlechtičnou Marií Annou Bojakovskou z Knurova (7. června 1751, Slavičín – 17. února 1803, Litenčice) dcerou Jiřího Fridricha rytíře Bojakovského z Knurova na Hrádku a Malhoticích († 1784) a Marie Kateřiny Žalkovské ze Žalkovic († 1780). Z jejich manželství vzešly tři děti: dědic majetku a pokračovatel rodu syn Vilém František Podstatský-Thonsern (1781–1833), neprovdaná dcera Johana Nepomucena (1779–1841) a mladší Marie Františka (1783–1804), jež byla vdaná za uherského šlechtice Miklóse barona Ocskaye.